# Duodénum
 (septembre 2016).
Le duodénum est le segment initial de l'intestin grêle. Il fait suite à l'estomac par l'intermédiaire du pylore et est suivi par le jéjunum à l'angle duodénojéjunal (angle de Treitz). C'est le seul segment fixe de cet intestin grêle, le reste étant mobile. Le duodénum, du latin duodenum digitorum « douze doigts », s'appelle ainsi en raison de sa longueur, comparable à la largeur de douze doigts.
Le duodénum possède un rapport anatomique très intime avec le pancréas (bloc duodénopancréatique) : la comparaison classique est celle d'un pneu autour d'une jante. Dans sa trajectoire depuis le pylore jusqu'à la jonction duodénojéjunale, le duodénum s'enroule autour de la tête du pancréas et lui donne ainsi une forme en lettre de "C", ou anneau incomplet ouvert en haut et à gauche.
Le duodénum est un segment « partiellement rétropéritonéal ». Durant le développement embryonnaire, il est intrapéritonéal, mais la majeure partie de son méso dorsal fusionne avec la paroi abdominale postérieure (péritoine pariétal), de sorte que le duodénum est fixé et dit « secondairement rétropéritonéal ».

## Situation générale chez l'humain
Le duodénum, organe « profond », est accolé au péritoine pariétal postérieur. Il se projette sur les vertèbres lombaires L1 à L4 et est plaqué contre le billot rachidien. Il est croisé par la racine du mésocôlon transverse donc appartient à la fois aux étages sus- et sous-mésocoliques. En fait, seul le bloc duodénopancréatique est à cheval sur ces deux étages.

## Configuration externe
Le duodénum est un anneau ouvert en haut et à gauche, le cadre duodénal, divisible en 4 segments séparés par des angles plus ou moins aigus :
- D1 (partie supérieure) : il fait suite au pylore, sur le flanc droit de L1. Il est oblique vers le haut et la droite, légèrement en arrière. Il se coude ensuite vers le bas avec un angle aigu, le genu superius de 80°.
- D2 : c'est un segment vertical, descendant sur le flanc droit du rachis. Il s'étend de L1 à L4 et reçoit les canaux biliaires et pancréatiques au niveau de la grande caroncule (= sphincter d'Oddi). Il se coude avec un angle de 90°, le genu inferius.
- D3 : c'est une portion horizontale pré-vertébrale qui décrit une courbe concave en arrière. Entre D3 et D4 l'angulation est très peu marquée, il ne s'agit pas d'un angle à proprement parler mais seulement d'une courbe.

Le segment D3 est compris dans une pince aortomésentérique (aorte en arrière et racine du mésentère (AMS et VMS) en avant)
- D4 : c'est la partie ascendante terminale du duodénum, sur le bord latéral gauche du rachis, de L4 à L2. Il se termine par un angle aigu ouvert vers le bas avec la première anse jéjunale, l'angle duodénojéjunal ou angle de Treitz, en rapport avec le muscle qui s'y fixe : le muscle de Treitz ou muscle suspenseur du duodénum. Cet angle se trouve en regard du flanc gauche de L2.

### Partie supérieure (D1)
La partie supérieure, ou D1, est la première portion du duodénum. Elle fait suite au pylore de l'estomac en regard du bord supérieur de L1, à gauche de la ligne médiane. Elle s'étend vers la droite, en haut et légèrement en arrière. On lui distingue deux parties, l'une mobile et l'autre fixe, de longueur égale. Cette partie est courte (5 cm environ) et située dans le plan transpylorique (plan passant par L1).
La moitié proximale est mobile. C'est la seule portion du duodénum qui est intrapéritonéale, recouverte d'un mésoventral, en contact avec la racine du mésocôlon transverse sur sa face postérieure. Cette portion libre est souvent appelée le bulbe duodénal, ou l'ampoule duodénale. Sa face antérieure est en regard du lobe carré du foie.
La moitié distale est fixe est dépourvue de mésoventral, tout comme tout le reste du duodénum, et est de ce fait rétropéritonéale. La seule partie de la moitié distale qui est recouverte de péritoine est sa face antéro-supérieure, qui accueille le ligament hépatoduodénal, élément du petit omentum qui fixe le duodénum au foie et contenant le pédicule hépatique (triade portale). Sa face inférieure repose sur la tête du pancréas. Sa face antérieure est en regard du lobe carré du foie et du col de la vésicule biliaire. Sa face postérieure répond à l'artère gastroduodénale, au conduit cholédoque, à la veine porte et au lymphonœud rétropylorique.

### Partie descendante (D2)
La partie descendante - ou D2- est la deuxième portion du duodénum. Elle est longue d'environ 8 cm, et a une trajectoire descendante qui s'incurve autour de la tête du pancréas. Ce segment chemine le long du flanc droit des corps vertébraux L1 à L3 (paravertébral droit). Elle est parallèle à la VCI, qui lui est postéromédiale.
La partie descendante s'étend du col de la vésicule biliaire (L1) au bord inférieur de la vertèbre L3. Elle est croisée en avant par le côlon transverse - recouvert par le mésocôlon transverse - qui la divise en deux parties : la partie ascendante supramésocolique, et la partie ascendante inframésocolique. La partie supramésocolique répond au lobe droit du foie et au fundus de la vésicule biliaire antérieurement. La partie inframésocolique répond antérieurement aux anses jéjunales.
C'est en D2 que le duodénum reçoit les sécrétions hépatopancréatiques par deux orifices, appelés les papilles duodénales majeure et mineure. La plus proximale, la papille duodénale mineure (ou petite caroncule), reçoit le conduit pancréatique secondaire (pancréatique accessoire ou canal de Santorini) . La papille duodénale majeure (ou grande caroncule) est située 2 cm en dessous et reçoit l'ampoule de Vater, qui nait de la réunion du conduit cholédoque issu du foie, et du canal de Wirsung (pancréatique principal). L'ampoule de Vater est entourée d'un anneau de muscle lisse qui sert de sphincter, le sphincter d'Oddi.

### Partie horizontale (D3)
La partie horizontale - ou D3- est la troisième portion du duodénum. Elle est longue de 6 à 8 cm, passe de droite à gauche, en avant de la du corps vertébral de L3, de l'aorte abdominale et de la VCI. Elle passe juste sous l'artère et la veine mésentériques superieurs, qui croisent sa face antérieure et cheminent dans la racine du mésentère. Elle répond, à droite, à la racine du mésentère intestinal, ainsi qu'au côlon ascendant. A gauche, elle est en regard de la face postérieure des anses intestinales.
Ses faces inférieure et postérieure sont en regard des anses jéjunales et leur méso qui les relient à la paroi abdominale postérieure. Sa face supérieure vient au contact de la face inférieure de la tête du pancréas.

### Partie ascendante (D4)
La partie ascendante - ou D4- est la portion la plus distale du duodénum. Elle se continue par le jéjunum à la jonction duodénojéjunale, marquée par un angle aigu appelé la courbe duodénojéjunale (ou angle duodéno-jéjunal de Treitz). Elle est courte (5 cm) et commence en regard du flanc gauche de la vertèbre L3, et remonte jusqu'au bord supérieur de la vertèbre lombaire L2. Dans sa courte trajectoire oblique ascendante (vers la gauche, le haut et un peu en avant), elle chemine le long du versant gauche de l'aorte abdominale.

## Dimensions
- Longueur : 25  à   30 cm (D1 : 4 cm + D2 : 10 cm + D3 : 8 cm + D4 : 6 cm) ;
- calibre : 4 cm ;
- deux portions dilatées :
  - la portion initiale de D1, ou bulbe duodénal, pathologique dans l'ulcère duodénal, très fréquent,
  - le segment de D2 en aval de l'abouchement des voies biliaires et pancréatiques,
- deux rétrécissements :
  - au niveau de D2, au-dessus de l'abouchement des voies biliaires et pancréatiques,
  - au niveau de D3, dû au passage des vaisseaux mésentériques supérieurs.

## Configuration interne
La structure du duodénum se divise en quatre couches qui sont de dehors en dedans :
- la séreuse, ou péritoine ;
- la musculeuse, composée de deux couches :
  - longitudinale externe pour la progression du chyme,
  - circulaire profonde pour permettre d'augmenter la surface d'échange,
- la sous-muqueuse, tissu lâche qui porte les paquets vasculonerveux ;
- la muqueuse, qui tapisse la face interne et présente des replis et des glandes (glandes de Brünner au-dessus de l'ampoule hépatopancréatique de Vater).

La muqueuse du duodénum est plissée. Ces plis forment une valvule pylorique entre le duodénum et l'estomac. D'abord plutôt longitudinaux dans la partie supérieure, ils sont plutôt transversaux dans la partie inférieure du duodénum. Ces plis transversaux - ou circulaires - sont appelés les valvules conniventes (ou valves de Kreckring). Elles permettent d'accroître la surface d'échange disponible avec le contenu intraluminal, et dès lors, optimiser l'absorption. Le premier segment (D1) du duodénum est dépourvu de telles valves, et sa surface est assez lisse. Les autres segments présentent de telles valvules conniventes, mais en petit nombre par rapport au jéjunum.
Il y a deux saillies muqueuses sur la face interne de D2, constituants des replis muqueux en regard de l'abouchement des voies biliaires et pancréatiques :
- la petite caroncule, la plus haute, à la jonction du tiers supérieur et des deux tiers inférieurs de D2. Elle recouvre l'abouchement du canal pancréatique accessoire ;
- la grande caroncule, située 3 cm en dessous, plus importante et plus large. Elle recouvre l'ampoule hépatopancréatique.

## Vascularisation
La vascularisation du duodénum et celle de la tête du pancréas sont intimement liées : les artères duodénopancréatique supérieure (issue de l'artère gastroduodénale) et duodénopancréatique inférieure (issue de l'artère mésentérique supérieure) se rejoignent pour former l'arcade duodénopancréatique dite arcade de Kirk.
Le drainage veineux du duodenum longe les artères avec comme exutoire la veine porte, directement ou indirectement via la veine splénique ou la veine mésentérique supérieure.